# Сеизмология
Сеизмологията (от гръцки: σεισμός – „земетресение“ и λόγος – „наука“) е наука, раздел на геофизиката, изучаваща земетресенията, техните причини, последствия и мерки за защита на изкуствените съоръжения. основен носител на информацията са сеизмичните вълни, интерпретацията на записите на които позволяват заедно със земетресенията да се изучава и строежа на земната кора, откриването на находища на полезни изкопаеми и фиксирането на взривове (например ядрените).

## Основни задачи пред сеизмологията
Прогнозирането на земетресенията се основава на предсказването на местата, силата и времето на тяхното проявление. Задачата за предсказване на времето и мястото на възникването на силни земетресения все още не е решена поради нейната изключителна трудност (необходимост от получаване на информация за процесите в земните недра на големи дълбочини, малката скорост на диференцирани тектонски движения, водещи до земетресения и др.). Работите в това направление са свързани с търсенето на предвестниците на земетресенията, т.е. явленията, обусловени от измененията на физико-механичните свойства на земната кора и мантия преди земетресението (вариации във времето на скоростта на разпространение на сеизмичните вълни, повишаването или понижаването на нивото на океана няколко часа преди силно земетресение, изменението на електрическото съпротивление на скалите и др.). За елементи на прогнозите в известна степен служат сеизмичните районирания, позволяващи указването на райони с възможна максимална сила и средна честота на повторяемост на земетресения. За тази цел се извършват анализи на данни от мрежа от сеизмични станции за положението на епицентровете, дълбочината на огнището, магнитуда, интензивността на регистрираните земетресения, а също и привързаността им към едни или други геоложки структури и области с проявления на интензивни нави тектонски движения. Оптимизацията на сеизмичните наблюдения се достига по пътя на рационалния избор на места за разполагане на сеизмичните станции, обезпечаването на добра „видимост“ на сеизмичните зони и минимално ниво на сеизмичните шумове.
Уточняването на сеизмичното райониране се извършва с помощта на сеизмичното микрорайониране на основата на инженерно-геоложки изследвания и сеизмометрични инструментални наблюдения. Тези изследвания обезпечават необходимите данни за противоземетръсното строителство и съставляват предмета на инженерната сеизмология. Важен проблем на сеизмологията е получаването на фактически данни, интерпретацията на които позволяват да се създаде представа за строежа на „твърдата“ Земя, т.е. нейната кора, мантия и ядро. Основен материал за това дават сеизмичните вълни и изменението на тяхната скорост в недрата на Земята. Тази задача се решава, изхождайки от данните събирани и предоставяни от постоянно действащите сиизмологични станции.
Сеизмичните методи на проучване изучават разпространението на еластичните сеизмични вълни. Сеизмични вълни – Това са слаби земетресения, получени по изкуствен начин чрез взривно вещество или по механичен път чрез удар. Разпространявайки се в дълбочина, тези вълни срещат границите на различни литоложки серии. Вследствие на съществуващия скок в литоложките граници, предизвиканите отразени и пречупени вълни се завръщат на повърхността и се регистрират. Според вида на регистрираните вълни се различават два основни метода: Метод на отразените вълни и метод на пречупените вълни. Сеизмичните вълни биват надлъжни (S-вълни), напречни (P-вълни), повърхностни, отразени и пречупени.

## Историческа справка
Науката сеизмология възниква във връзка със стремежа на човечеството да си обясни причините за разрушителните земетресения и намирането на начини са ефективно противоземетръсно строителство. Като самостоятелна наука сеизмологията започва да се развива през 2-то половина на ХІХ век и във връзка с достиженията на геологията и физиката. Създател на науката сеизмология е руският учен княз Борис Голицин (1862 – 1916) – в началото на XX век, който пръв въвежда и използва инструментални наблюдения и физико-математически методи за тяхната интерпретация. След него още множество учени допринасят за нейното развитие: немският геофизик Емил Вихерт (1861 – 1928), италианско-американският учен Бено Гутенберг (1889 – 1960), английските учени Джон Милн и Харолд Джефрис (1891 – 1989), сръбският геофизик андрия Мохоровичич, японският учен Фусакичи Омори и др.
От началото на 1970-те години се развива ново направление в сеизмологията – физика на огнището на земетресението, което синтезира данните събрани от сеизмичните станции и теоретичната механика и физика изучаващи разрушаването на скалите. Изучават се основните параметри на огнището – дълбочина, размери, положение на плоскостта на разлома, сеизмичния момент, а също особеностите на процесите на подготовка, възникване и разпространение на разлома в скалите в недрата на Земята. Съвременната сеизмология разполага с високочувствителната измервателна апаратура на сеизмичните станции, обработена с компютри и автоматични устройства. С разработката на прибори и методи за регистрация на сеизмичните колебания се занимава специалния раздел на сеизмологията – сеизмометрията.